# Хоель Кемпбелл
Хоель Кемпбелл (ісп. Joel Campbell; нар. 26 червня 1992, Сан-Хосе) — костариканський футболіст, нападник збірної Коста-Рики та мексиканського клубу «Леон». На умовах оренди грає за інший мексиканський клуб — «Монтеррей».

## Клубна кар'єра
Народився 26 червня 1992 року в місті Сан-Хосе. Вихованець футбольної школи клубу «Сапрісса». Дорослу футбольну кар'єру розпочав 2009 року в основній команді того ж клубу, в якій провів один сезон, взявши участь лише у 3 матчах чемпіонату. Наступний сезон провів в іншому костариканському клубі, «Пунтаренас», виступаючи за який привернув увагу скаутів лондонського «Арсенала».
2011 року уклав контракт з «Арсеналом», який відразу ж віддав гравця в оренду до французького «Лор'яна». Відігравши сезон за «Лор'ян», Кемпбелл був знову відданий в оренду, цього разу до іспанського клубу «Реал Бетіс», у складі якого провів наступний рік своєї кар'єри гравця. Більшість часу, проведеного у складі «Реала Бетіс», був основним гравцем атакувальної ланки команди.

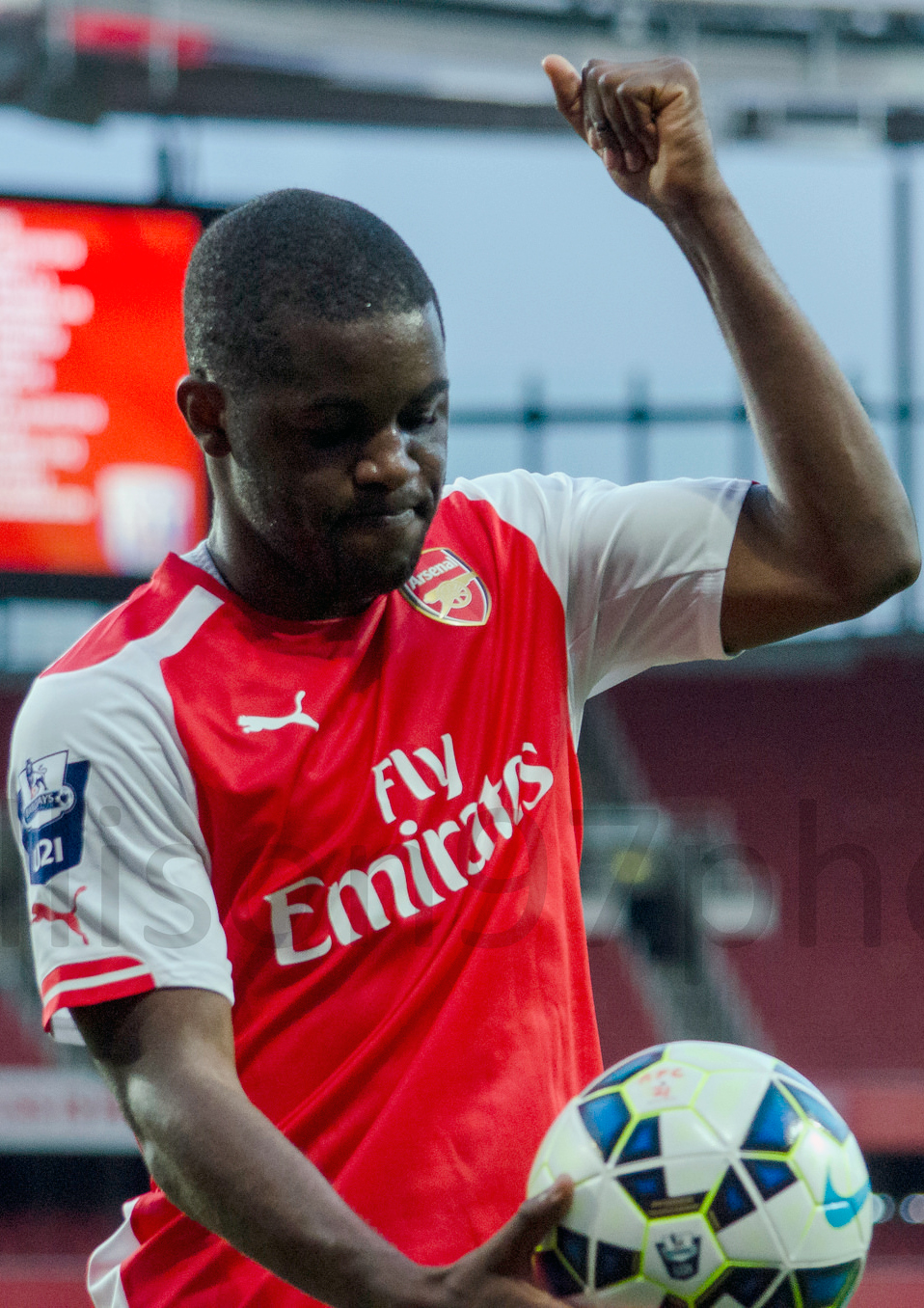
Хоель Кемпбелл під час виступів за «Арсенал». 2014 рік.

Влітку 2013 року приєднався, також на умовах оренди з «Арсенала», до складу грецького «Олімпіакоса», в якому провів один сезон, в якому допоміг команді здобути черговий чемпіонський титул.
Після повернення Кемпбелла з оренди з «Олімпіакоса» головний тренер «Арсенала» Арсен Венгер оголосив, що розраховує на костариканця у найближчому сезоні своєї команди. Дебютував за «канонірів» у матчі на Суперкубок Англії 2014 року, вийшовши на заміну на 86 хвилині замість Аарона Ремзі. Тим не менш лондонський клуб здобув перемогу 3:0 над «Манчестер Сіті» і Хоель здобув перший трофей у складі команди. 23 серпня дебютував у Прем'єр-лізі у матчі проти «Евертона» (2:2) на «Гудісон-Парку», замінивши Алекса Окслейд-Чемберлена на 74-й хвилині матчу. Проте основним гравцем Кемпбелл стати не зумів, виходячи на поле нерегулярно, через що у 24 січня 2015 року був відданий до кінця сезону у «Вільярреал».
Наступний сезон 2015/16 нападник провів у складі «канонірів», відзначившись чотирма голами в 30 матчах у всіх змаганнях, після чого знову став здаватись в оренду, провівши по сезону у клубах «Спортінг» та «Реал Бетіс», при цьому в останньому з них пропустив значну частину сезону через травму.

## Виступи за збірну
У 2009 році Борхес у складі юнацької збірної Коста-Рики U-17 був учасником юнацького чемпіонату Північної Америки та юнацького чемпіонату світу в Нігерії.
2011 року зі збірною до 20 років взяв участь у молодіжному чемпіонаті КОНКАКАФ, де з 6 голами став найкращим бомбардиром турніру, та молодіжному чемпіонаті світу у Колумбії. Всього на молодіжному рівні зіграв у 13 офіційних матчах.
2011 року дебютував в офіційних матчах у складі національної збірної Коста-Рики і того ж року поїхав на Кубок Америки в Аргентині та Золотий кубок КОНКАКАФ у США.
У травні 2014 року був включений до заявки збірної для участі у фінальній частині чемпіонату світу 2014 року у Бразилії, де забив гол у матчі з Уругваєм і дійшов з командою до чвертьфіналу змагань.
Згодом у складі збірної був учасником Золотого кубка КОНКАКАФ 2015 року у США та Канаді, Кубка Америки 2016 року у США і розіграшу Золотого кубка КОНКАКАФ 2017 року у США, а наступного року поїхав на другий поспіль для себе чемпіонат світу 2018 року у Росії.
Наразі провів у формі головної команди країни 116 матчів, забивши 24 голи.

## Статистика виступів

### Статистика клубних виступів
Станом на кінець сезону 2012/13
| Сезон                  | Команда                | Чемпіонат              | Чемпіонат | Чемпіонат | Національний кубок | Національний кубок | Національний кубок | Континентальні кубки | Континентальні кубки | Континентальні кубки | Інші змагання | Інші змагання | Інші змагання | Усього | Усього |
| Сезон                  | Команда                | Ліга                   | Ігор      | Голів     | Ліга               | Ігор               | Голів              | Ліга                 | Ігор                 | Голів                | Ліга          | Ігор          | Голів         | Ігор   | Голів  |
| ---------------------- | ---------------------- | ---------------------- | --------- | --------- | ------------------ | ------------------ | ------------------ | -------------------- | -------------------- | -------------------- | ------------- | ------------- | ------------- | ------ | ------ |
| 2009–10                | «Сапрісса»             | ПД                     | 3         | 0         | -                  | -                  | -                  | -                    | -                    | -                    | -             | -             | -             | 3      | 0      |
| 2010–11                | «Пунтаренас»           | ПД                     | 5         | 0         | -                  | -                  | -                  | -                    | -                    | -                    | -             | -             | -             | 5      | 0      |
| 2011–12                | «Лор'ян»               | Л1                     | 18        | 2         | КФ+КЛ              | 1+1                | 0+1                | -                    | -                    | -                    | -             | -             | -             | 20     | 3      |
| 2012–13                | «Реал Бетіс»           | ПД                     | 28        | 2         | КІ                 | 5                  | 0                  | -                    | -                    | -                    | -             | -             | -             | 33     | 2      |
| 2013–14                | «Олімпіакос»           | СЛ                     | 32        | 8         | КГ                 | 6                  | 2                  | ЛЧ                   | 5                    | 1                    |               | -             | -             | 43     | 11     |
| 2014–15                | «Арсенал»              | ПЛ                     | 4         | 0         | КА+КЛ              | 1+1                | 0                  | ЛЧ                   | 3                    | 0                    | СА            | 1             | 0             | 10     | 0      |
| 2014–15                | «Вільярреал»           | ПД                     | 16        | 1         | КІ                 | 2                  | 0                  | ЛЄ                   | 4                    | 0                    | -             | -             | -             | 22     | 1      |
| 2015–16                | «Арсенал»              | ПЛ                     | 19        | 3         | КА+КЛ              | 4+2                | 1+0                | ЛЧ                   | 5                    | 0                    | СА            | 0             | 0             | 30     | 4      |
| Усього за «Арсенал»    | Усього за «Арсенал»    | Усього за «Арсенал»    | 23        | 3         |                    | 8                  | 1                  |                      | 8                    | 0                    |               | 1             | 0             | 40     | 4      |
| 2016–17                | «Спортінг»             | ПЛ                     | 19        | 3         | КП+КЛ              | 3+3                | 0                  | ЛЧ                   | 4                    | 0                    | -             | -             | -             | 29     | 3      |
| 2017–18                | «Реал Бетіс»           | ПД                     | 3         | 1         | КІ                 | 1                  | 0                  | -                    | -                    | -                    | -             | -             | -             | 4      | 1      |
| Усього за «Реал Бетіс» | Усього за «Реал Бетіс» | Усього за «Реал Бетіс» | 31        | 3         |                    | 6                  | 0                  |                      | -                    | -                    |               | -             | -             | 37     | 3      |
| Усього за кар'єру      | Усього за кар'єру      | Усього за кар'єру      | 154       | 21        |                    | 30                 | 4                  |                      | 22                   | 1                    |               | 1             | 0             | 207    | 26     |

## Титули і досягнення

### Командні
«Сапрісса»
- Чемпіон Коста-Рики: 2009/10

«Олімпіакос»
- Чемпіон Греції: 2013/14

«Арсенал»
- Володар Суперкубка Англії: 2014

«Леон»
- Чемпіон Мексики: 2020
- Переможець Ліги чемпіонів КОНКАКАФ: 2023

Збірна Коста-Рики
- Володар Центральноамериканського кубка: 2013

### Особисті
- Кращий бомбардир чемпіонату КОНКАКАФ серед молодіжних команд: 2011 (6 голів)